# Versoaln
Versoaln è il nome con cui è comunemente chiamata la vite più grande d'Europa e probabilmente la più vecchia della Terra secondo studi scientifici condotti da Martin Worbes, responsabile dell'International Tree Ring Laboratory di Gottinga in Germania. Si trova in Alto Adige, a Prissiano, frazione di Tesimo, lungo un pendio porfideo presso il ponte di pietra di Castel Katzenzungen, nominato per la prima volta da Henricus de Cazenzunge nel 1244, a circa 600 metri di altitudine.

## Toponimo

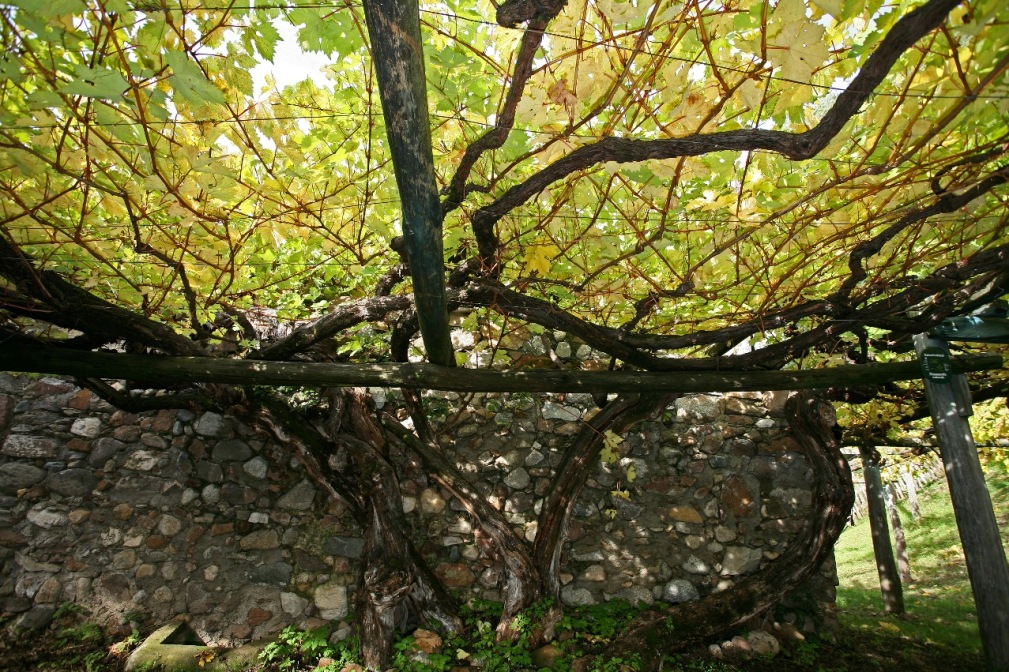
Il vigneto

Una versione vuole che il nome sia una storpiatura di Versailles, probabilmente perché la val Venosta assomigliava a quel luogo ricco di vigneti. Secondo un'altra ipotesi, la sua origine dipenderebbe dalla posizione difficilmente raggiungibile della vigna, che costringeva i contadini a utilizzare ceste trattenute da corde per il trasporto dell'uva. Nel dialetto sudtirolese, il termine "versoaln" può essere infatti tradotto con "assicurare il raccolto e trasportarlo mediante l'utilizzo di corde".
Un'altra versione vuole infine che il nome derivi dal termine pre-romano faxoal oppure frason, che stava ad indicare una "fila di strisce parallele lunghe e strette".

## Storia
La leggenda vuole che sia stata piantata dagli ultimi Schlandersberg proprietari del castello, agli inizi del XV secolo. Si hanno le prime testimonianze del vitigno in alcuni documenti risalenti al 1660.
Ricerche condotte dall'Università di Gottinga, hanno stabilito un'età approssimativa di 350 anni, che fa di Versoaln la vite più vecchia della Terra. Un'altra vite con datazione simile si trova presso Marburgo, in Slovenia, ed è nota con il nome Stara Trta ("vecchia vite").
Salvo diverso avviso, la vite è ritenuta essere anche la più grande del continente: i suoi rami coprono infatti circa 350 metri quadri di pergolato. Dalla sua uva (ne produce dai 3 ai 7 quintali l'anno, a seconda dell'annata) si produce un vino bianco che porta lo stesso nome della pianta, prodotto in 600-700 bottiglie numerate, acquistabili direttamente presso il castello. Esso viene descritto come "nettare degli dei", di colore verdognolo, gradevole al palato con gusto leggermente fruttato, struttura delicata e una spiccata e fresca acidità.
Tale vitigno è sopravvissuto alla fillossera della vite del secolo scorso ma circa 50 m² sono stati danneggiati dall'apoplessia.
La cura colturale è demandata alla scuola professionale per la frutticoltura, viticoltura e floricoltura Laimburg di Ora, un polo scientifico d'eccellenza nell'ambito dell'agricoltura e della viticoltura in Alto Adige. Dal 2006 i giardini di castel Trauttmansdorff ne hanno assunto la tutela.